# Paus Pius I
Pius I (Aquileia, eind 1e eeuw - Rome, ca. 155/161) was paus van de jaren 40 tot de jaren 50 of '60 van de 2e eeuw. Over hem is weinig bekend. Hij kwam in ieder geval uit Illyrië (het tegenwoordige Friuli-Julisch Venetië, Slovenië, Kroatië en Servië), vermoedelijk uit Aquileia. Zijn vader is een zekere Rufinus. Zijn vermoedelijke broer Hermas zou de herder van Hermas geschreven hebben. Deze Hermas noemt zichzelf een slaaf. Dit maakt het mogelijk dat paus Pius I een vrijgelaten slaaf was. Zijn naam is Latijn voor 'vroom' ofwel 'de vrome'.
Pius I zou door het zwaard omgekomen zijn, wat hem een martelaar maakt. Hij wordt vereerd als heilige. Zijn feestdag is 11 juli.
Cursief: tegenpaus